# Larry Leon Palmer
Larry Leon Palmer (Augusta, 13 de julio de 1949) es un ex diplomático estadounidense que se desempeñó como embajador de Estados Unidos en Barbados y el Caribe Oriental desde 2012 hasta 2015. Fue embajador de Estados Unidos en Honduras de 2002 a 2005. También se desempeñó como Presidente de la Fundación Interamericana desde 2005 hasta junio de 2010.
En 2010 fue nombrado Embajador de Estados Unidos en Venezuela, pero el gobierno de Hugo Chávez le revocó el beneplácito como respuesta a sus declaraciones sobre las fuerzas armadas venezolanas.

## Biografía

### Primeros años
Nació en Augusta (Georgia). Se graduó de la Universidad Emory en 1970 y completó su formación de posgrado en Universidad Texas Southern con una maestría en historia africana en 1973 y Universidad de Indiana Bloomington en administración de educación superior y estudios africanos en 1978.

### Carrera
Sirvió como voluntario del Cuerpo de Paz en Liberia de 1971 a 1973. Luego trabajó como director asistente de ayuda financiera en la Universidad de Virginia en Charlottesville de 1973 a 1974, y como profesor de historia en el Colegio Cuttington en Suakoko (Liberia) entre 1974 y 1976, y en la Universidad de Wake Forest en Winston-Salem (Carolina del Norte) de 1978 a 1981.
Ingresó al servicio exterior de los Estados Unidos en 1982. Se desempeñó como vicecónsul en la República Dominicana (1982-1984), y luego como oficial de personal en Montevideo (Uruguay)  y Asunción (Paraguay), de 1984 a 1986. Trabajó en el Departamento de Estado como asistente de personal del Subsecretario de Asuntos Africanos de 1986 a 1987 y luego se desempeñó como consejero de administración en Freetown (Sierra Leona) de 1987 a 1989.
En 1989, se convirtió en becario Pearson, sirviendo como asistente del presidente de la Universidad de Texas en Austin, siendo consultor universitario para asuntos internacionales. Dos años después, fue oficial de personal en Seúl (1991-1994), y luego se desempeñó como consejero para la administración en la República Dominicana (1994-1998).
Desde 1999 fue subjefe de misión en Quito (Ecuador), siendo encargado de negocios en julio de 2002. Fue juramentado como embajador de Estados Unidos en Honduras el 9 de septiembre de 2002 por el Secretario de Estado Colin Powell y entregó sus credenciales al Presidente hondureño Ricardo Maduro el 9 de octubre de 2002.
El 28 de junio de 2010, el presidente Barack Obama nominó a Palmer como embajador de Estados Unidos en Venezuela. Sin embargo, no se anunció una fecha de inicio para el cargo. Ambos países habían suspendido sus relaciones diplomáticas brevemente en 2008, normalizándose en 2009. El último embajador estadounidense había sido Patrick Duddy hasta julio de 2010.
El 19 de septiembre de 2010, el presidente venezolano Hugo Chávez anunció en su programa de televisión semanal "Aló Presidente" que no permitiría que Larry Palmer asumiera su cargo en Caracas. La negativa de Chávez se basó en que Palmer, en una sesión a puerta cerrada en el Senado de los Estados Unidos, le había dicho a un senador que la moral en la Fuerza Armada Nacional Bolivariana era baja y que los miembros del gobierno de Chávez tenían vínculos con los rebeldes izquierdistas colombianos, pidiendo además la investigación de la presencia de las Fuerzas Armadas Revolucionarias de Colombia (FARC) y del Ejército de Liberación Nacional (ELN) en territorio venezolano. El 28 de diciembre de 2010, Chávez desafió el nombramiento por parte de la administración Obama de Palmer como embajador en Venezuela y lo rechazó rotundamente, acusándolo de haber hecho comentarios irrespetuosos sobre Venezuela. En respuesta, el 29 de diciembre Estados Unidos revocó la visa del embajador de Venezuela, Bernardo Álvarez Herrera. Desde entonces, Estados Unidos no posee embajador en Caracas.
Fue designado para servir como embajador de Estados Unidos en Barbados y el Caribe Oriental en 2012. En este puesto, fue embajador concurrente en Antigua y Barbuda, Dominica, Granada, San Cristóbal y Nieves, Santa Lucía, San Vicente y las Granadinas y en la Organización de Estados del Caribe Oriental.